# 1575 en littérature
| Années de la littérature : 1572 - 1573 - 1574 - 1575 - 1576 - 1577 - 1578    |
| Décennies de la littérature : 1540 - 1550 - 1560 - 1570 - 1580 - 1590 - 1600 |

Cet article présente les faits marquants de l'année 1575 en littérature.

## Événements
- 26 septembre : Miguel de Cervantes, à bord de la galère El Sol, est fait prisonnier avec ses compagnons de voyage par les Barbaresques ; emmené à Alger, il n'est libéré contre rançon que le 19 septembre 1580 après plusieurs tentatives d'évasion[1].

- Philip Sidney rencontre Penelope Devereux, âgée de 12 ans, qui lui inspire une série de sonnets, Astrophel and Stella (en), publiés en 1591[2].

## Parutions
- Publication du Réveille-matin des François, pamphlet huguenot attribué à Nicolas Barnaud, proposant de tempérer l’hérédité royale par l’avis des électeurs. Il fait l’éloge de l’hérésie albigeoise et dénonce la servitude volontaire des populations[3].
- Publication en latin d'Arbatel. De magia veterum, livre de magie, chez Pietro Perna à Bâle[4].
- The Flower of Fame (« La Fleur de la renommée »), traité de Ulpian Fulwell[5].

- Terze rime, recueil de poèmes de Veronica Franco[6], dédié au duc de Mantoue[7].

## Décès
- 10 avril : obsèques d'Anna Bijns, poétesse flamande (° 1493)